# Taylorville
Taylorville ist eine Stadt und Verwaltungssitz des Christian County im Zentrum des US-amerikanischen Bundesstaates Illinois. Das U.S. Census Bureau hat bei der Volkszählung 2020 eine Einwohnerzahl von 10.506 ermittelt.
Die Stadt ist Geburtsort von Edward Mills Purcell, einem Physiker und Entdecker der Resonanzabsorptionserscheinungen des Kernmagnetismus.

## Geografie
Taylorville liegt auf 39°32'27" nördlicher Breite und 89°17'17" westlicher Länge und erstreckt sich über 25,9 km², die sich auf 25,9 km², die sich auf 20,9 km² Land- und 5,0 km² Wasserfläche verteilen.
Im Zentrum von Taylorville treffen die Illinois State Routes 29, 48 und 104 zusammen.
Die Stadt Taylorville liegt 41 km südöstlich von Springfield, 106 km nordöstlich von Alton, 128 km nordöstlich von St. Louis, 43 km südwestlich von Decatur, 110 km südwestlich von Champaign und 80 km nordwestlich von Effingham.

## Demografische Daten
Bei der offiziellen Volkszählung im Jahre 2000 wurde eine Einwohnerzahl von 11.427 ermittelt. Diese verteilten sich auf 4.856 Haushalte in 3.039 Familien. Die Bevölkerungsdichte lag bei 546,7 Einwohnern pro Quadratkilometer. Es gab 5.162 Wohngebäude, was einer Bebauungsdichte von 247,0 Gebäuden je Quadratkilometer entsprach.
Die Bevölkerung bestand im Jahre 2000 aus 97,7 Prozent Weißen, 0,7 Prozent Afroamerikanern, 0,2 Prozent Indianern, 0,5 Prozent Asiaten und 0,4 Prozent anderen. 0,6 Prozent gaben an, von mindestens zwei dieser Gruppen abzustammen. 0,7 Prozent der Bevölkerung bestand aus Hispanics, die verschiedenen der genannten Gruppen angehörten.
24,1 Prozent waren unter 18 Jahren, 7,3 Prozent zwischen 18 und 24, 26,9 Prozent von 25 bis 44, 21,9 Prozent von 45 bis 64 und 19,8 Prozent 65 und älter. Das mittlere Alter lag bei 39 Jahren. Auf 100 Frauen kamen statistisch 88,6 Männer, bei den über 18-Jährigen 82,3.
Das mittlere Einkommen pro Haushalt betrug 34.235 US-Dollar (USD), das mittlere Familieneinkommen 43.223 USD. Das mittlere Einkommen der Männer lag bei 35.655 USD, das der Frauen bei 23.647 USD. Das Pro-Kopf-Einkommen belief sich auf 18.162 USD. Rund 6,8 Prozent der Familien und 10,1 Prozent der Gesamtbevölkerung lagen mit ihrem Einkommen unter der Armutsgrenze.

## Persönlichkeiten
- Yvonne Joyce Craig (* 16. Mai 1937 in Taylorville; † 17. August 2015 in Los Angeles), Schauspielerin
- Edward Mills Purcell (* 30. August 1912 in Taylorville; † 7. März 1997 in Cambridge), Physiker und Nobelpreisträger